# Deutsche Schachjugend
Die Deutsche Schachjugend e. V. (DSJ) ist die Jugendorganisation des Deutschen Schachbundes. Ihr gehören 17 Landesschachjugenden und rund 33.000 jugendliche Mitglieder bis 26 Jahre an, die in Schachvereinen organisiert sind.
Die DSJ wurde am 25. April 1970 in Freiburg als eigenständiger Jugendverband innerhalb des Deutschen Schachbundes gegründet. Seit dem 8. April 2021 ist sie ein eingetragener Verein. Sie betrachtet ihre Aufgaben im Anbieten eines geregelten bundesweiten Spielbetriebs, in der allgemeinen Jugendarbeit sowie im Schulschach. Diesen kommt sie als Spitzenverband durch die Ausrichtung von Meisterschaften, Lehrgängen, Turnieren, Sommerlager, GirlsCamps u. v. m. nach. Der Deutschen Schachjugend obliegt in Abstimmung mit dem Deutschen Schachbund die Vertretung hinsichtlich des Jugendschachs gegenüber dem Weltschachbund FIDE.

## Schachsportliche Jugendarbeit

Chessy, das Maskottchen der DSJ, am Schachbrett

Die schachsportliche Jugendarbeit umfasst den Spielbetrieb und den Leistungssport. Ziel der Deutschen Schachjugend ist es, das Schachspiel als sportliche Disziplin zu pflegen und junge Menschen in der Gemeinschaft zu erziehen und ihre gemeinsamen Interessen zu vertreten. Sie geht dabei von dem Grundsatz aus, dass das Schachspiel als sportliche Disziplin in besonderem Maße geeignet ist, der geistigen und charakterlichen Erziehung und Bildung der Kinder zu dienen. Dabei sollen Kinder und Jugendliche motiviert werden, sich unter Wettbewerbsbedingungen im Schachsport zu messen. Gleichfalls bemüht sich die DSJ aber auch um gesellige Formen für eine sinnvolle Erfüllung der Freizeit. Es werden Trainer ausgebildet und die monatliche Zeitung Jugendschach verlegt.

### Meisterschaften
- Deutsche Jugendeinzelmeisterschaften: Über 500 Kinder und Jugendliche zwischen 5 und 25 Jahren kommen für neun Tage an einem Ort zusammen und spielen in verschiedenen Altersklassen die Bundessieger aus.
- Deutsche Ländermeisterschaft: Aus ihren besten Spielerinnen und Spielern bilden die Landesschachjugenden Auswahlmannschaften und ermitteln den stärksten Landesverband.
- Deutsche Vereinsmeisterschaften: Hier treten in verschiedenen Altersklassen die besten Vereinsteams gegeneinander an.
- Deutsche Schulschachmeisterschaften: In verschiedenen Altersklassen von Grundschulen bis hin zu Abiturienten treten Schulmannschaften gegeneinander an.
- Deutsche Internetmeisterschaften: Über das Internet wurden Deutscher Interneteinzel- und -schulmannschaftsmeister ermittelt.

### Deutsche Jugendeinzelmeisterschaften
Bei der alljährlichen Deutschen Jugendeinzelmeisterschaft (DEM) treffen die besten Talente und Nachwuchsspieler Deutschlands aufeinander. Sie bildet den Höhepunkt der Saison, da alle Altersklassen zentral die deutschen Meister ausspielen. Neben den offiziellen Wettbewerben findet ein U25-Jugendopen sowie ein extra Turnier für Kinder bis neun Jahren statt, sodass sich jedes Jahr insgesamt über 500 Kinder und Jugendliche zwischen 5 und 25 Jahren bei diesem zentralen Jugendschach-Event versammeln. Hinzu kommen fast noch einmal so viele Trainer, Betreuer, Eltern und Geschwister.

### Deutsche Vereinsmeisterschaften
Jedes Jahr zwischen Weihnachten und Neujahr finden dezentral die Deutschen Vereinsmeisterschaften (DVM) statt und gehören dabei spieltechnisch zu der vorherigen Saison. In den Altersklassen U20, U16, U14, U12 und U10 sowie für die Mädchen U20w, U16w und U12w können sich die Vereine über ihre Landesschachjugenden qualifizieren.

### Deutsche Schulschachmeisterschaften
Im Frühjahr treffen sich die besten Mannschaften der Bundesländer, um in ihren Wettkampfklassen die Deutschen Meister zu ermitteln. Jedes Jahr nehmen über 900 Kinder und Jugendliche an den Bundesfinals teil.

### Deutsche Internetmeisterschaften
In Kooperation mit Chessbase führte die DSJ von 2003 bis 2012 alljährlich die Deutschen Internetmeisterschaften (DIM) in den Altersklassen U14, U18 und U25 durch. In vier Vorturnieren mit jeweils sieben Runden Schweizer System qualifizieren sich die je sechs Bestplatzierten für das Finale, in dem bei neun Runden Schweizer System die Deutschen Internetjugendmeister ausgespielt werden. 2010 nahmen mehr als 300 Jugendliche aus ganz Deutschland am Wettbewerb teil.

## Schulschach
Die Förderung des Schachspiels an den Schulen ist eine der zentralen Aufgaben der DSJ. Dort verbindet die Schachjugend ihren Bildungsauftrag mit den Vorteilen des Schachs für die Kinder und Jugendlichen. Mittlerweile wird kaum eine andere Sportart in so vielen Arbeitsgemeinschaften an deutschen Schulen betrieben wie Schach.
Wie stark der Schachsport in den Schulen verankert ist, zeigte sich zum Beispiel in der Aktion Partnerschulen der Schacholympiade 2008. Über 180 Schulen aus ganz Deutschland beteiligten sich an dem einjährigen Wettbewerb unter der Schirmherrschaft von Weltmeister Wladimir Kramnik. Die beteiligten Schulen traten nicht nur bei Regionalturnieren am Schachbrett gegeneinander an, sondern sie beschäftigten sich in unzähligen Projekten und Initiativen mit den Teilnehmerländern der Schacholympiade.

### Wettkampfsystem im Schulschach
In den meisten Bundesländern gibt es einen regulären Spielbetrieb für die Auswahlmannschaften von Schulen in verschiedenen Altersklassen (hier Wettkampfklassen genannt). Die jeweiligen Landesmeister (und zum Teil weitere Platzierte) treten seit 1977 bei den Deutschen Schulschach-Meisterschaften gegeneinander an.
Das Wettkampfsystem umfasst die Wettkampfklassen I (offen, seit 1999 kein Bundeswettbewerb mehr), II (bis 18 Jahre, seit 1978 – zunächst bis 17 Jahre), III (bis 15 Jahre, seit 1986), IV (bis 13 Jahre, seit 1992) und G (Grundschulen bis 4. Schuljahr, seit 1997). Ferner gibt es seit 1988 eine eigene Wettkampfklasse M für Schülerinnen (bis 21 Jahre). 
Im Jahr 2010 wurde ein Bundeswettbewerb HR für Schülerinnen und Schüler der Klassen 5 bis 10, die weder einer Grundschule noch einem Gymnasium oder gymnasialen Zweig angehören, eingeführt. Der Grundschulwettbewerb wurde später weiter aufgeteilt: Seit 2022 gibt es hier einen separaten Mädchen-Wettbewerb und seit 2024 eine eigene Kategorie für die Schulklassen 1 und 2. 
Zu einer Mannschaft gehören jeweils vier Stamm- und ein oder zwei Ersatzspieler. In der Wettkampfklasse II wurde ab 2020 die Ausweitung um einen Jahrgang (zuvor bis 17 Jahre) und auf sechs Stammspieler beschlossen. Wegen der Unterbrechung im Zuge der Corona-Pandemie wurde dies auf Bundesebene erstmals 2022 wirksam.

### Schulschachpatent
Mit dem Schulschachpatent versuchen die Schachjugend und die Deutsche Schulschachstiftung, das Schachspiel noch stärker an den Schulen zu verbreiten. Auf einem Wochenendseminar lernen die Teilnehmer – Lehrer, Eltern, Senioren, ältere Schüler –, wie man eine Schulschachgruppe aufbaut, führt und betreut. Schachliches, didaktisches und methodisches Wissen stehen auf dem Lehrplan. Das Patent ist der Qualifikationsnachweis gegenüber Schulleitung und Eltern. In den Jahren 2002 bis 2008 schlossen über 1.500 Engagierte ein Seminar erfolgreich ab und erhielten dafür das Schulschachpatent. Schach soll damit an immer mehr Ganztagsschulen zum festen Bestandteil des pädagogischen Zusatzprogrammes werden und gehört mittlerweile an zahlreichen Schulen zum regulären Stundenplan.

## Schachsportübergreifende Jugendarbeit
Da es auch viele Kinder und Jugendliche gibt, die nicht unbedingt leistungsorientiert Schach spielen wollen, unterstützt die DSJ Vereine dabei, eine umfassende Jugendarbeit mit einem abwechslungsreichen Programm für alle Altersgruppen und Spielstärken aufzubauen.
Eine ganz besondere Bedeutung hat dabei die Jugendsprecherarbeit. Hier sollen junge Menschen gefördert werden, sich in ihren Vereinen und Verbänden zu engagieren. Die beiden Bundesjugendsprecher der Schachjugend führen jedes Jahr mehrere Seminare für engagierte Jugendliche zu den verschiedensten Themen durch, zum Beispiel Rhetorik, Motivation, Umgang mit neuen Medien oder Projektmanagement.

### DSJ-Akademie
Seit 2007 führt die Deutsche Schachjugend als zentrales Ausbildungsangebot die DSJ-Akademie durch. Aus zahlreichen Modulen kann jeder Teilnehmer ein Seminarprogramm ganz nach seinen Wünschen zusammenstellen. So können die Teilnehmer an einem Wochenende Ideen und Anregungen zu den unterschiedlichsten Themen gewinnen und sich mit genau den Fragen beschäftigen, die sie in ihrem Verein oder ihrer Schulschachgruppe beschäftigen. Die einzelnen Module decken drei große Themenfelder ab:
- Organisation und Führung
- Spiel, Wettkampf und Training
- Jugend und Betreuung

Alle Referenten verfügen über langjährige ehrenamtliche oder berufliche Erfahrung in ihren Themenfeldern. Das Programm der Akademie ist für alle Engagierten in der Jugendarbeit interessant – und lockt deshalb auch alle Altersstufen an. Zwischen 16 und 75 Jahren sind die Teilnehmer der Veranstaltung.

## Ehrentafel

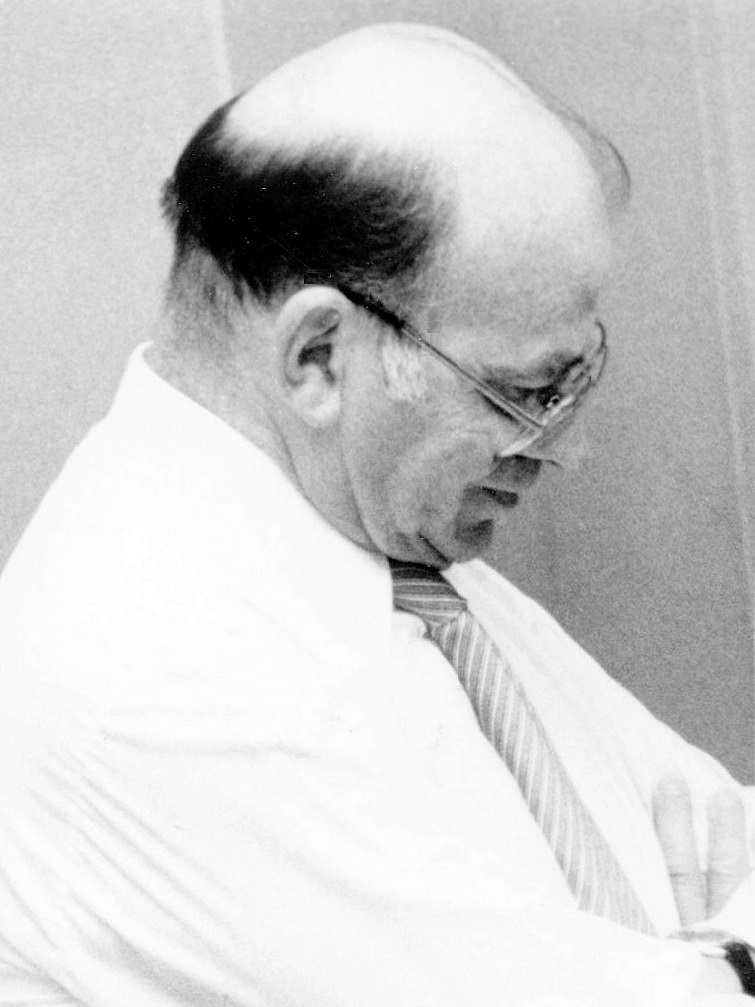
Berthold Schlieper, Träger der Goldenen Ehrennadel 1987, Aufnahme aus dem Jahr 1984.

Träger der Goldenen Ehrennadel der DSJ sind unter anderem:
- 1995 Egon Ditt (Präsident des Deutschen Schachbundes)
- 1997 Klaus Deventer
- 2004 Kurt Lellinger
- 2010 Björn Lengwenus